# Bent (Países Baixos)
Bent é uma povoação dos Países Baixos, na província da Holanda do Sul. Está localizada no município de Alphen aan den Rijn, cerca de dois quilômetros a noroeste da aldeia de Hazerswoude-Dorp.